# Короткомордый крот
Короткомордый крот (Scaptochirus moschatus) — вид млекопитающих семейства кротовых (Talpidae). Он встречается в северо-восточной части Китая и населяет сухие открытые ландшафты, состоящие из лугов и пустынеподобных ландшафтов. Информации об  образе жизни этого вида практически нет. Это крот среднего размера. Как и у всех настоящих кротов трибы Talpini, у него цилиндрическое тело, короткая шея и лопатообразные передние конечности. Мех серо-коричневого цвета, морда короткая. Научное первоописание этого вида было проведено Альфонсом Мильн-Эдвардсом в 1867 году. Одновременно с видом он описал и род Scaptochirus на тот момент с единственным ныне живущим представителем. Однако  в 1884 году тот же Альфонс Мильн-Эдвардс описал  с границы Турции и Сирии новый вид из того же рода Scaptochirus davidianus. В 2001 году Борис Криштофек с соавторами провёл ревизию кротов из юго-восточной Турции и приграничных районов Ирана. Эти авторы показали, что Scaptochirus davidianus в действительности относится к роду Talpa и крайне близок к иранскому кроту Talpa streeti, описанному Дугласом Леем в 1965, и по правилам приоритета должен называться  Talpa davidiana. Таким образом, в настоящее время род Scaptochirus содержит лишь один современный вид.
Самые ранние находки ископаемых Scaptochirus относятся к плиоцену, ещё два вымерших вида были описаны из плейстоцене. В прошлые геологические эпохи представители рода встречались и гораздо южнее, в Восточной Азии. Короткомордый крот не считается видом, находящимся под угрозой исчезновения.

## Систематика
Короткомордый крот — вид из рода Scaptochirus, в котором нет других современных представителей. Род относится к семейству кротовых (Talpidae) и отряду насекомоядных (Eulipotyphla). Среди кротов, вместе с несколькими другими группами видов преимущественно евразийского происхождения, он образует трибу настоящих кротов (Talpini). Это самая большая группа кротов. Члены трибы включают кротов среднего и крупного размера, которые характеризуются адаптацией к роющему образу жизни. Это выражается, среди прочего, в коротких и сильных плечах и предплечьях, а также в больших, лопатообразных и вывернутых наружу кистях передних конечностей. На руках настоящих кротов имеется сесамовидная кость, так называемый преполлекс («передний большой палец»), который прикреплен к боковой поверхности и тем самым увеличивает площадь "лопаты". Ещё одной типичной характеристикой видов из трибы Talpini является короткий хвост. Специфические особенности скелета включают окостеневший симфиз лобковой кости.  Молекулярно-генетические исследования показали, что настоящие кроты отделились от других триб кротов в верхнем эоцене, то есть примерно 34–36 миллионов лет назад. Наибольшая адаптивная иррадиация Talpini происходила в среднем миоцене, около 12 миллионов лет назад. Линия «Scaptichirus», вероятно, возникла в верхнем миоцене. Ближайшим родственником кротов рода Scaptichirus, вероятно, является белохвостый крот (Parascaptor). Также близкородственны для них восточноазиатские кроты (Euroscaptor)<.
Некоторые авторы выделяют до трех подвидов короткомордого крота. Однако в восьмом томе сводки "Handbook of the Mammals of the World"  2018 года издания этот вид рассматривается как монотипный.
В дополнение к современному виду было описано несколько ископаемых форм:
- Scaptochirus jiangnanensis Jin & Liu, 2008
- Scaptochirus primitivus Zdansky, 1928

Другой вид, Scaptochirus primaevus, выделенный в 1924 году Максом Шлоссером на основе находок из Эртемте во Внутренней Монголии, был перенесен в род Yanshuella и отнесен к трибе кротов Нового Света (Scalopini). Китайский палеонтолог Ли Юн-сян, в свою очередь, в 2012 году описал  из пещеры Шаньянчжай в китайской провинции Хэбэй новый вид Scaptochirus minor. Немногочисленный ископаемый материал этой формы, вероятно, в действительности принадлежит к западнокитайскому кроту (Scapanulus oweni).

## Ареал и места обитания
Короткомордый крот обитает в северо-восточной части Китая. Его ареал простирается с запада на восток через провинции Ганьсу, Шэньси, Хубэй, Шаньси, Хэбэй, Хэнань до Шаньдун и Цзянсу и далее на северо-восток через Ляонин до Хэйлунцзяна. В него также входят автономный район Нинся, восточная и центральная Внутренняя Монголия. Вид обитает в холодных и засушливых районах Китая и более приспособлен к этим условиям, чем другие кроты. Места обитания включают песчаные луга и степи на песчаной почве, травяные сообщества на лёссовых отложениях. Животные иногда встречаются на окраинах пустынь, например, на плато Ордос.

## Образ жизни
Об образе жизни короткомордого крота известно немного, но, скорее всего, он совпадает с образом жизни других настоящих кротов трибы Talpini. Соответственно, животные живут в основном под землей, где строят системы туннелей. Их рацион преимущественно состоит из дождевых червей, личинок жуков и других членистоногих. Среди выявленных паразитов обнаружены ленточные черви рода Hymenolepis.